# Buea
Buea  este un oraș  în partea de vest a Camerunului, la poalele masivului Camerun. Este reședința provinciei de Sud-Vest.